# Союз ТМ-10
Союз ТМ-10 — радянський пілотований космічний корабель (КК) серії «Союз ТМ», типу 7К-СТМ, індекс ГРАУ 11Ф732. Серійний номер 61А. Міжнародні реєстраційні номери: NSSDC ID: 1990-067A; NORAD ID: 20722.
Дев'ятий пілотований політ корабля серії «Союз ТМ» до орбітальної станції Мир. 10й пілотований політ до орбітальної станції Мир, 134й пілотований політ, 131й орбітальний політ, 70й радянський політ.
Корабель замінив Союз ТМ-9 як рятувальний апарат у зв'язку з обмеженою тривалістю експлуатації корабля.

### Інші польоти
Під час польоту корабля Союз ТМ-10:
- тривали польоти орбітальних комплексів:

- радянської орбітальної станції Салют-7 з пристикованим транспортним кораблем постачання Космос-1686 (ТКС-4);
- радянської орбітальної станції Мир з пристикованим транспортним космічним кораблем Союз ТМ-9;

- відбулись польоти:

- американських шатлів Діскавері (STS-41), Атлантіс (STS-38) і Колумбія (STS-35)
- радянських вантажних космічних кораблів Прогрес М-4 і Прогрес М-5;

- почався політ радянського транспортного космічного корабля Союз ТМ-11.

## Екіпаж

### Екіпаж на старті
- Командир — Манаков Геннадій Михайлович (2й космічний політ)
- Бортінженер — Стрекалов Геннадій Михайлович (1й космічний політ)

#### Дублерний екіпаж
- Командир — Афанасьєв Віктор Михайлович
- Бортінженер — Манаров Муса Хіраманович

#### Запасний екіпаж
- Командир — Арцебарський Анатолій Павлович
- Бортінженер — Крикальов Сергій Костянтинович

### Екіпаж при посадці
- Командир — Манаков Геннадій Михайлович
- Бортінженер — Стрекалов Геннадій Михайлович
- Космонавт-дослідник — Акіяма Тойохіро

## Політ

### Запуск Союзу ТМ-10
1 серпня 1990 о 09:32:21 UTC з космодрому Байконур ракетою-носієм Союз-У2 (11А511У2) було запущено космічний корабель Союз ТМ-10 з екіпажем — командир Манаков Геннадій Михайлович, бортінженер Стрекалов Геннадій Михайлович.

### Стикування Союзу ТМ-10
3 серпня 1990 об 11:45:44 UTC космічний корабель Союз ТМ-10 пристикувався до заднього стикувального вузла модуля Квант орбітального комплексу Мир.
Після стикування на станції перебували: командир шостого основного екіпажу Соловйов Анатолій Якович, бортінженер шостого основного екіпажу Баландін Олександр Миколайович, командир сьомого основного екіпажу Манаков Геннадій Михайлович, бортінженер сьомого основного екіпажу Стрекалов Геннадій Михайлович.
На кораблі було доставлено 4 перепілки, під час польоту до станції перепілки знесли яйця.

### Відстикування Союзу ТМ-9
9 серпня 1990 о 04:08:49 UTC космічний корабель Союз ТМ-9 з екіпажем — командир Соловйов Анатолій Якович, бортінженер Баландін Олександр Миколайович — відстикувався від перехідного відсіку базового блоку орбітального комплексу Союз ТМ-10+Мир.
Після відстикування на станції залишився сьомий основний екіпаж: командир Манаков Геннадій Михайлович, бортінженер Стрекалов Геннадій Михайлович.

### Посадка Союзу ТМ-9
9 серпня 1990 о 06:39:54 UTC корабель Союз ТМ-9 увімкнув двигуни на гальмування для сходу з орбіти. Для зменшення імовірності відривання пошкодженого теплозахисту Орбітальний і агрегатний відсіки було відокремлено одночасно (зазвичай першим відокремлювався орбітальний відсік). О 07:33:57 UTC спускний модуль приземлився за 70 км на північний схід від міста Аркалик.
В модулі повернулись перепілки і 130 кг результатів експериментів.

### Прогрес М-4
15 серпня 1990 о 04:00:41 UTC з космодрому Байконур ракетою-носієм Союз-У2 (11А511У2) було запущено вантажний космічний корабель Прогрес М-4.
17 серпня 1990 о 05:26:13 UTC Прогрес М-4 пристикувався до переднього стикувального вузла базового блоку орбітального комплексу Мир+Союз ТМ-10.
Під час перебування у складі комплексу Прогрес М-4 за допомогою власних двигунів збільшив висоту польоту станції до 390 км.
28 серпня екіпаж з'єднав і підключив систему контролю стабілізації модуля Кристал для роботи у складі комплексу Мир.
30 серпня космонавти зімітували дії на випадок аварійної ситуації на збільшеному комплексі.
Перед відстикуванням екіпаж встановив пристрій для створення плазми на стикувальний вузол вантажного корабля.
17 вересня 1990 о 12:42:43 UTC вантажний космічний корабель Прогрес М-4 відстикувався від переднього стикувального вузла базового блоку орбітального комплексу Мир+Союз ТМ-10.
Впродовж трьох діб Прогрес М-4 літав поруч зі станцією, випускаючи плазму для спостереження і запису екіпажем.
20 вересня 1990 об 11:04:27 UTC корабель увімкнув двигуни на гальмування для сходу з орбіти і об 11:42:49 UTC згорів у щільних шарах атмосфери.

### Прогрес М-5 (запуск і стикування)
27 вересня 1990 о 10:37:42 UTC з космодрому Байконур ракетою-носієм Союз-У2 (11А511У2) було запущено вантажний космічний корабель Прогрес М-5.
29 вересня 1990 о 12:26:50 UTC Прогрес М-5 пристикувався до переднього стикувального вузла базового блоку орбітального комплексу Мир+Союз ТМ-10. Корабель доставив телевізійне обладнання для очікуваного радянсько-японського польоту. Це був перший Прогрес М з повертальною балістичною капсулою Радуга (рос. радуга, веселка), призначеної для доставки на Землю результатів експериментів.
1 жовтня 1990 головний двигун космічного корабля Союз ТМ-10 збільшив висоту польоту станції до 397 км.

### Вихід у відкритий космос
29 жовтня 1990 о 21:45 UTC сьомий основний екіпаж станції — командир Манаков Геннадій Михайлович, бортінженер Стрекалов Геннадій Михайлович — почав вихід у відкритий космос. Космонавти видалили теплозахист і виявили, що зовнішній люк модуля Квант-2 неможливо зремонтувати, тому вони приєднали пристрій для нормального закривання люка. 30 жовтня 00:30 екіпаж закінчив вихід у відкритий космос тривалістю 2 години 45 хвилин.

### Прогрес М-5 (відстикування і посадка)
28 листопада 1990 о 06:15:16 UTC вантажний космічний корабель Прогрес М-5 відстикувався від переднього стикувального вузла базового блоку орбітального комплексу Мир+Союз ТМ-10.
О 10:24:28 UTC корабель увімкнув двигуни на гальмування для сходу з орбіти, о 10:49:47 відокремилась капсула Радуга, що приземлилась об 11:04:05 у Казахстані, корабель згорів у щільних шарах атмосфери. Після входження в атмосферу на капсулі не увімкнувся радіомаяк, капсулу не вдалось знайти.

### Запуск Союзу ТМ-11
2 грудня 1990 о 08:13:32 UTC з космодрому Байконур ракетою-носієм Союз-У2 (11А511У2) було запущено космічний корабель Союз ТМ-11 з екіпажем: командир Афанасьєв Віктор Михайлович, бортінженер Манаров Муса Хіраманович, космонавт-дослідник Акіяма Тойохіро (Японія).
У космосі вперше в історії опинились одночасно 12 осіб: 7 на шатлі, запущеному 2 грудня о 06:49:01, 2 на орбітальній станції Мир, 3 на кораблі Союз ТМ-11.

### Стикування Союзу ТМ-11
4 грудня 1990 о 09:57:09 UTC космічний корабель Союз ТМ-11 пристикувався до переднього стикувального вузла базового блоку орбітального комплексу Мир.
Після стикування на станції перебували: командир сьомого основного екіпажу Манаков Геннадій Михайлович, бортінженер сьомого основного екіпажу Стрекалов Геннадій Михайлович, командир восьмого основного екіпажу Афанасьєв Віктор Михайлович, бортінженер восьмого основного екіпажу Манаров Муса Хіраманович, космонавт-дослідник шостого екіпажу відвідин Акіяма Тойохіро (Японія).
5 грудня 1990 було перенесено крісла екіпажу з корабля Союз ТМ-11 до ТМ-10.
8 грудня 1990 сьомий основний екіпаж почав завантаження корабля Союз ТМ-10 відзнятими матеріалами і результатами експериментів.

### Відстикування Союзу ТМ-10
10 грудня 1990 о 02:48:11 UTC космічний корабель Союз ТМ-10 з екіпажем — командир Манаков Геннадій Михайлович, бортінженер Стрекалов Геннадій Михайлович, космонавт-дослідник Акіяма Тойохіро (Японія) — відстикувався від заднього стикувального вузла модуля Квант орбітального комплексу Союз ТМ-11+Мир.
Після відстикування на станції залишився восьмий основний екіпаж: командир Афанасьєв Віктор Михайлович, бортінженер Манаров Муса Хіраманович

### Посадка Союзу ТМ-10
10 грудня 1990 о 03:13:49 UTC корабель Союз ТМ-10 увімкнув двигуни на гальмування для сходу з орбіти, о 05:40:35 відокремився орбітальний відсік, о 06:08:12 UTC спускний апарат приземлився за 69 км на північний захід від міста Аркалик.
Акіяма Тойохіро — японський журналіст, за політ заплатила телевізійна компанія Tokyo Broadcasting System (TBS). Радянська сторона назвала політ першим радянським комерційним і заявила про отримання 14 млн $. Журналіст щодня здійснював телевізійні репортажі тривалістю 10 хв і радіорепортажі тривалістю 20 хв. Системи живлення, відео і телевізійна були несумісними з бортовою мережею, що змушувало використовувати перетворювачі. Телевізійне обладнання масою майже 170 кг було доставлено вантажним кораблем Прогрес М-5 і встановлено сьомим основним екіпажем.
TBS наживо показувала посадку спускного апарата.